# Northeast (Washington, D.C.)
Pour les articles homonymes, voir Northeast.

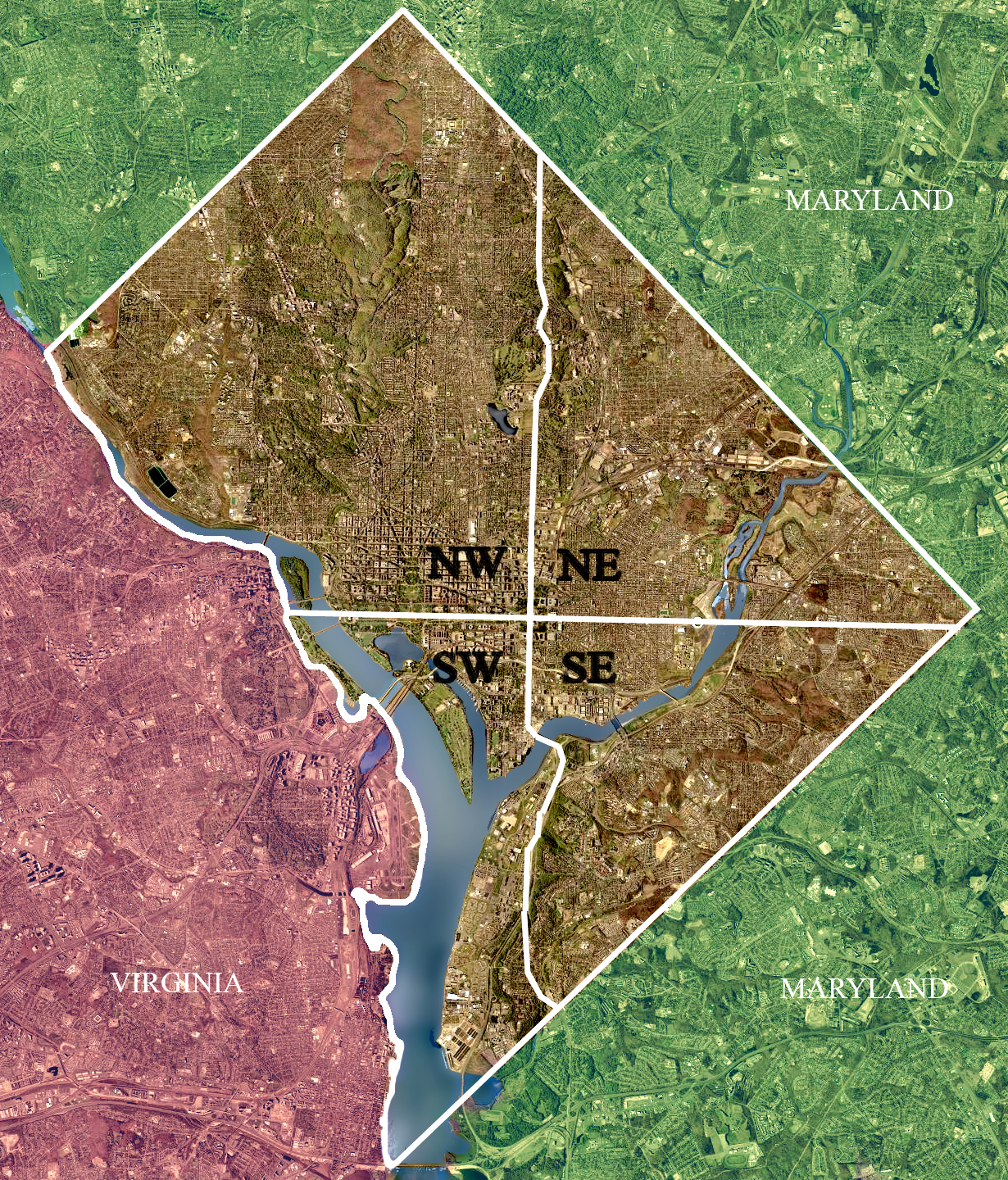
Les quatre secteurs de Washington, D.C : Northwest, Northeast, Southeast et Southwest

Northeast (NE) D.C. est l'un des quadrants partageant la ville de Washington DC (avec NW, SW et SE). Il est situé au nord de East Capitol Street et à l'est de North Capital Street. Ses quartiers sont Brentwood, Brookland, Ivy City, Marshall Heights, Stanton Park, Trinidad, Michigan Park, Riggs Park, Fort Totten, Fort Lincoln, Edgewood, Woodridge, et une grande partie de Capitol Hill. Deux grands jardins publics y sont situés, près de la rivière Anacostia : l'Arboretum national des États-Unis et les Kenilworth Aquatic Gardens. Le quadrant est accessible par les lignes orange, rouge et verte du métro de Washington. Il comprend aussi la gare principale de la ville, Union Station.